# اچ‌ام‌اس تریومف (۱۸۷۰)
اچ‌ام‌اس تریومف (۱۸۷۰) (به انگلیسی: HMS Triumph (1870)) یک کشتی بود که طول آن ۲۸۰ فوت (۸۵ متر) بود. این کشتی در سال ۱۸۷۰ ساخته شد.